# Гімн Аруби
Aruba Dushi Tera — гімн Аруби. Авторами гімну є Хуан Чабая Лампе (слова) і Руфо Вефер (музика). Слова гімну написані мовою пап'яменто.

## Історія
Гімн Аруби, а також її прапор були прийняті з метою посилення національної свідомості 18 березня 1976 року.

## Зовнішні джерела
- Aruba National Anthems In The World All Countries National Anthems